# Hyang-dan jeon
Hyang-dan jeon (hangeul: 향단전, lett. La leggenda di Hyang-dan; titolo internazionale Legend of Hyang-dan) è una miniserie televisiva sudcoreana trasmessa su MBC TV il 3 e il 4 settembre 2007.

## Trama
Una versione alternativa della storia raccontata nel pansori Chunhyangga, in cui il protagonista Lee Mong-ryong si innamora della serva Hyang-dan invece di Chun-hyang.
Mong-ryong, l'unico figlio del magistrato di Namwon, viene inseguito dalla milizia mentre cerca di aiutare dei ladri gentiluomini suoi amici. Durante la fuga, si rifugia nella prima casa che trova, dove Hyang-dan, una serva, lo aiuta a nascondersi, e i due si innamorano a prima vista. Tuttavia, la padrona della giovane, la gisaeng Wol-mae, sperando in un'ascesa sociale decide di far sposare la propria figlia, Chun-hyang, con Mong-ryong, e Hyang-dan è costretta dai suoi doveri di serva a prendere parte all'intrigo. Conscia dell'impossibilità del proprio amore, la ragazza accetta di sposarsi con Bang-ja, l'attendente di Mong-ryong, un uomo che la ama e che è sempre stato buono con lei: Mong-ryong, venutolo a sapere, cerca di fermarla confessandole i suoi sentimenti, ma Hyang-dan lo rifiuta a causa della differenza di classe sociale tra loro. I due giungono, però, ad un accordo: se Mong-ryong arriverà primo all'esame di servizio civile, Hyang-dan accetterà di sposarlo. Mentre il ragazzo parte per Hanyang per sostenere l'esame, a Namwon arriva un nuovo magistrato, Byeon Hak-do, che decide di concupire Chun-hyang.

## Personaggi
- Lee Mong-ryong, interpretato da Choi Si-won
- Shim Hyang-dan, interpretata da Seo Ji-hye
- Chun-hyang, interpretata da Lee Ji-soo
- Bang-ja, interpretato da Huh Jung-min
- Wol-mae, interpretata da Bang Eun-hee
- Huh-jon, interpretato da Im Hyun-sik
- Shim Hak-gyu, interpretato da Jung Han-hun
- Suk Ho-pil, interpretato da Kim Dong-hyun
- Suk Ho-soon, interpretata da Kim Se-ah
- Byeon Hak-do, interpretato da Lee Sung-min
- Eui-jik, interpretato da Kim Kwang-gyu
- Trio di cantanti, interpretate dalle I.S.

## Ascolti
| Episodio | Data di trasmissione | Dati TNSM | Dati AGB |
| -------- | -------------------- | --------- | -------- |
| 1        | 3 settembre 2007     | 7,7%      | 7,2%     |
| 2        | 4 settembre 2007     | 6,4%      | 5,9%     |

## Colonna sonora
1. Step One
2. Spring (봄)
3. It's Natural (자연스러워) – I.S. (Infinite of Sound)
4. A Million Roses (백만송이 장미) - radio edit
5. Labyrinth (미로) – I.S.
6. Juliet (줄리엣) – I.S.
7. Slippery Sneeze (미끄러운 재채기)
8. Playing with Rubber Bands (고무줄놀이)
9. Miryang Arirang (밀양아리랑) – I.S.
10. Asian Flower – I.S.
11. A Million Roses (백만송이 장미) - original version
12. What Has Become (무엇이 되어) – Jung Min-a